# 南华山水源涵养林总场
南华山水源涵养林总场，是中华人民共和国宁夏回族自治区中卫市海原县下辖的一个乡镇级行政单位。

## 行政区划
南华山水源涵养林总场下辖以下地区：
虚拟村。